# Obersauer-Stausee
Der Obersauer-Stausee (auch Esch-sur-Sûre-Talsperre) liegt bei Esch-Sauer in Luxemburg und ist der größte See des Landes. Die Sauer, welche in den Ardennen entspringt, und ihre zahlreichen Zuflüsse liefern jährlich 175 bis 240 Millionen Kubikmeter Wasser.

## Das Projekt
Als die natürlichen luxemburgischen Trinkwasserreserven Ende der 1940er Jahre nicht mehr ausreichten, beschloss die Luxemburger Regierung Anfang der 1950er Jahre, auf Oberflächenwasser für die Trinkwassergewinnung zurückzugreifen.
Es bedurfte dazu eines sauberen, ganzjährig fließenden Gewässers, in dessen Umgebung weder größere Städte noch Industrien angesiedelt waren. Das Problem ausreichender Wasserreserven konnte nur durch eine Staumauer gelöst werden, da es in Luxemburg keine großen natürlichen Seen gibt. Das enge Flusstal der Sauer und die felsigen Ufer, die der Staumauer guten und festen Halt geben, bieten gute Voraussetzungen für das Anlegen eines künstlichen Sees.
Die Bauzeit für die 47 Meter hohe Bogenstaumauer betrug knapp drei Jahre, von 1955 bis 1958. Die Wandstärke variiert zwischen 1,5 Metern an der Krone und 4,5 Metern am Fuß der Mauer.

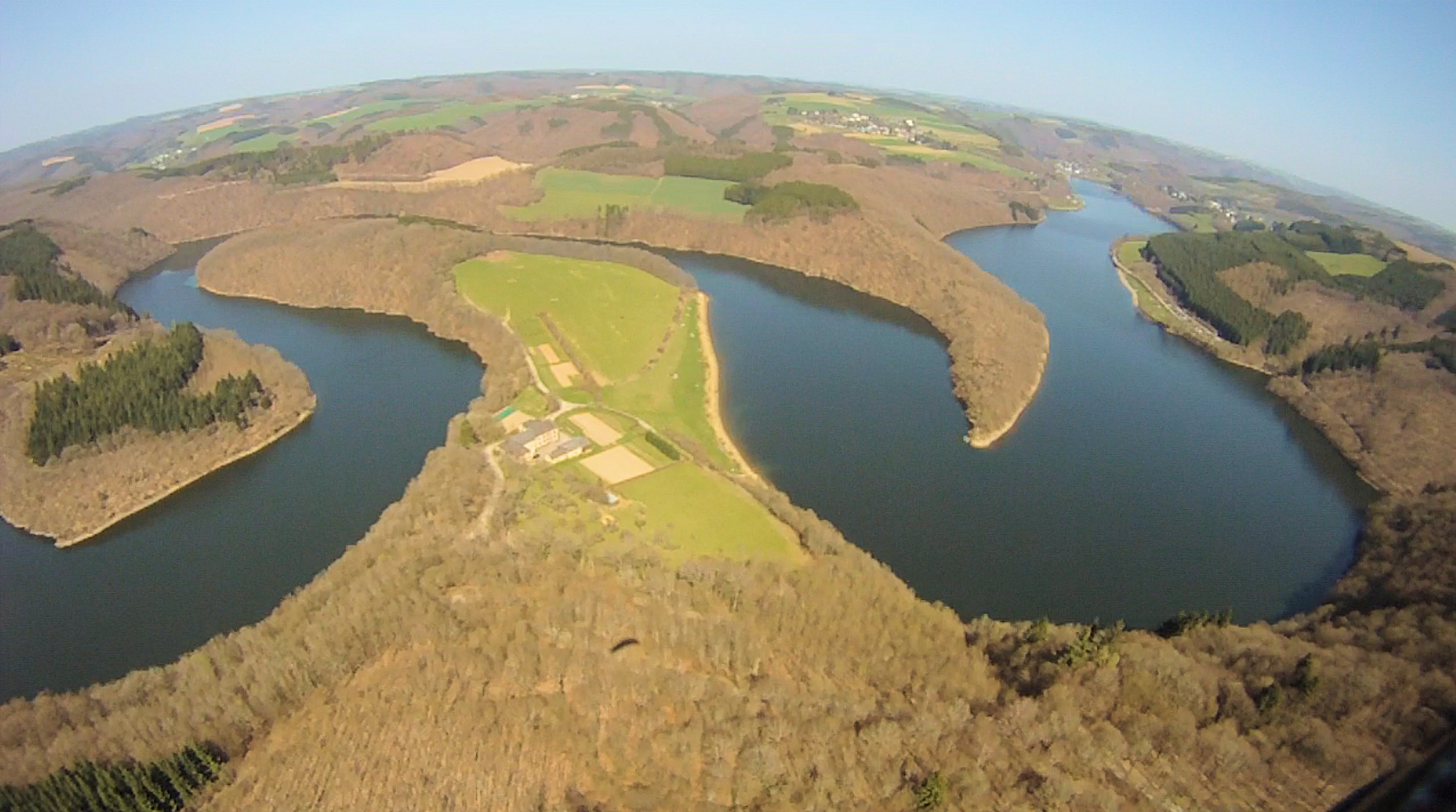
Luftaufnahme des Stausees

Der Stausee bedeckt bei maximaler Füllung eine Fläche von 3,8 Quadratkilometern und hat ein Fassungsvermögen von 60 Millionen Kubikmetern Wasser. Der See ist bis zu 43 Meter tief.
In dem Tal befanden sich mehrere Mühlen und Gehöfte, deren Bewohner vor dem Bau der Staumauer umgesiedelt werden mussten. Heute können Taucher an diesen Stellen in etwa 30 Metern Tiefe noch die Überreste besuchen.
Um das Seewasser so sauber wie möglich zu halten, errichtete man unterhalb von Pont Misère und unweit der Ortschaft Bavigne Vorstaumauern mit Stauhöhen von 9,6 Metern und 23 Metern. Dort werden Treibholz, Baumstämme und Sandpartikel abgefangen, bevor sie in den See gelangen können.

## Die SEBES
SEBES steht für Syndicat des Eaux du Barrage d’Esch-sur-Sûre. Das Syndikat wurde 1962 ins Leben gerufen. Mitglieder sind die vier für die flächendeckende Wasserversorgung des Landes zuständigen Syndikate SES, DEA, SIDERE und SEC sowie die Stadt Luxemburg.
Die Aufgaben des SEBES sind das Aufbereiten des Rohwassers aus dem Obersauer-Stausee zu Trinkwasser und die anschließende Einspeisung in die Verteilernetze der verschiedenen Gemeinden. Erst durch den Aufbau der SEBES-Anlagen 1969 war die zentrale Wasserversorgung des Landes möglich. Somit werden (Stand 2007) rund 80 Prozent der Bevölkerung in Luxemburg mit SEBES-Wasser versorgt.

## Das Entleeren des Stausees
Der gesamte Stausee wurde in seiner bisherigen Bestandszeit nur zweimal entleert: Das erste Mal 1965–1966, um den Einbau einer festen Rohwasserentnahmeleitung zu ermöglichen, das zweite Mal 1991 zu Reparaturzwecken und zum Aufstellen eines höhenverstellbaren Saugarms (siehe unten) in 140 Metern Entfernung zur Staumauer.
Die Entleerung des Stausees erfolgt nur unter offizieller Absprache mit den Staustufen im Tal, um Hochwasser zu vermeiden. Bei der Entleerung werden die Schleusen der Staumauer maximal 15 Zentimeter geöffnet. Der auftretende Luftsog an der Schleusenöffnung ist gewaltig. Arbeiter müssen sich dort anseilen, um nicht mitgerissen zu werden. Der ganze Prozess dauert dann etwa vier Wochen. Das Wiederauffüllen braucht etwa drei Monate abhängig von der Jahreszeit und den Niederschlagsmengen. Der See wird nicht komplett entleert, er schrumpft auf die ursprüngliche Flussgröße zurück, die im Vergleich zum vollen See, wie ein Rinnsal wirkt. Die Fische, die in dem See schwimmen, müssen per Hand eingefangen und in einem künstlichen Becken in der Nähe der SEBES-Hallen für die Dauer der Entleerung aufbewahrt werden.
Bei der Entleerung 1991 kamen viele Gegenstände ans Tageslicht, darunter einige Boote, Fahrräder und eine große Menge weggeworfener Haushaltsgeräte. Die nächste vollständige Entleerung des Staubeckens ist für frühestens 2023 vorgesehen.

## Der höhenverstellbare Saugarm
In den 1980er Jahren nahm die Algenplage des Stausees rapid zu. Die fest installierte Rohwasserentnahmeleitung am Fuß der 47 Meter tiefen Staumauer saugte zusehends immer mehr Algen an. So entschied man sich für eine ganz neue Konstruktion:
Während der Entleerung des Stausees 1991 wurde ein höhenverstellbarer Saugarm in einem Abstand von etwa 140 Metern zur Staumauer installiert. Der Saugarm ist 16 Meter lang, 22 Meter hoch und hat einen Durchmesser von 70 Zentimetern. Der Saugarm sitzt auf einem Gestell, welches mit vier Betonblöcken im Boden verankert ist. Als Baumaterial für das Gestell und des Saugarms wurde rostfreier Stahl verwendet. Von weitem betrachtet hat die Konstruktion, die Entnahmevorrichtung genannt wird, eine gewisse Ähnlichkeit mit einer Bohrinsel.
Der Saugarm entnimmt mit einer Förderkapazität von 1200 Litern pro Sekunde das Rohwasser in der Wasserschutzzone 1. Dabei pumpt der Saugarm in den verschiedenen Jahreszeiten aus der jeweils saubersten Schicht des Staubeckens. Das Wasser wird mit Hilfe von Zentrifugalpumpen in einen Rohwasserbehälter gefördert, der ein Fassungsvolumen von etwa 5000 Kubikmetern besitzt. Der Behälter steht am höchsten Punkt der Aufbereitungsanlage, so durchfließt das Wasser dank der Schwerkraft alle weiteren Stationen der Anlage selbstständig.

## Wasserkraftwerk

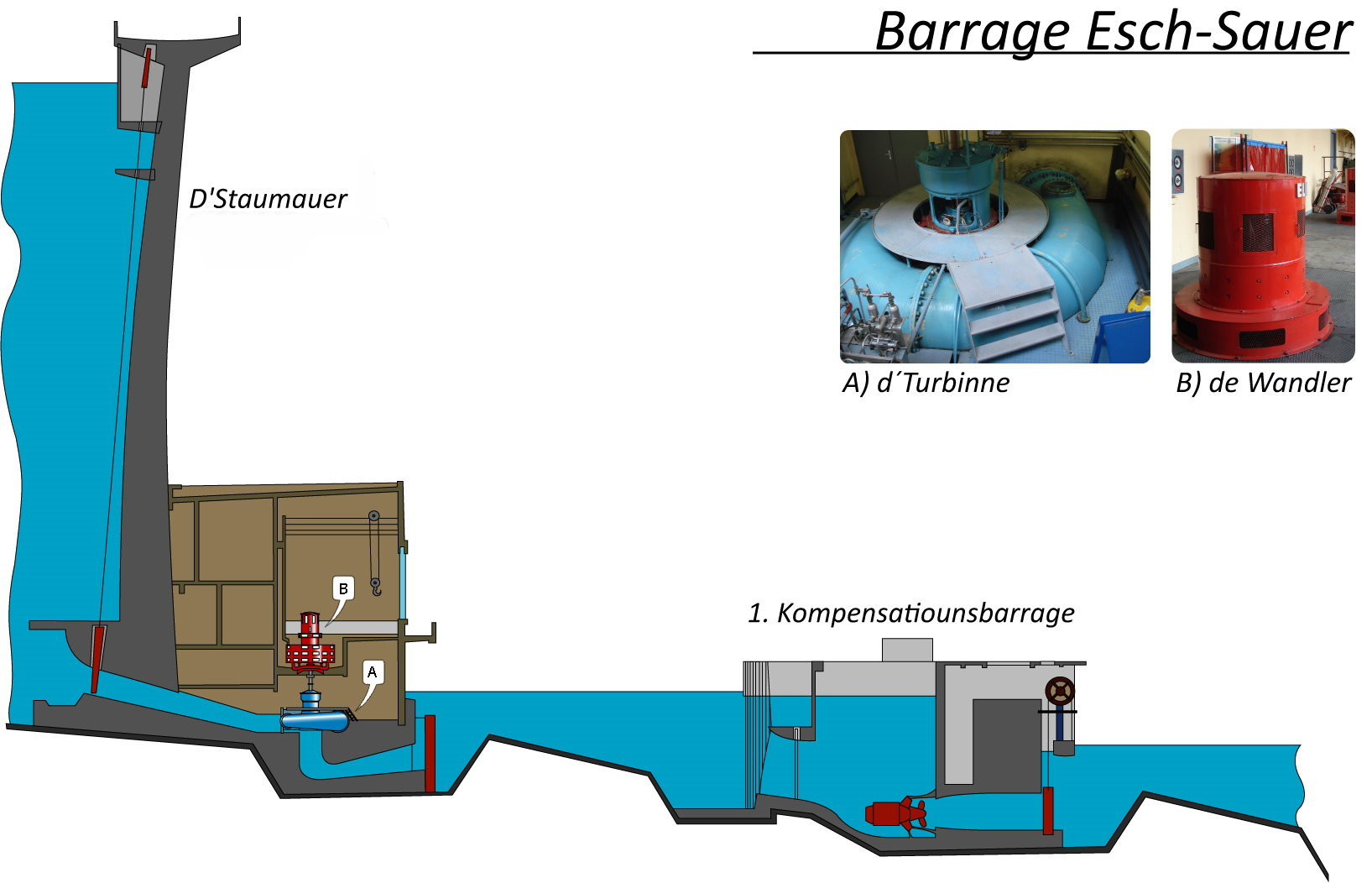
Aufbau der Staumauer und der Krafthäuser mit den Maschinenanlagen

Der hohe Druck des Wassers wird zur Stromproduktion benutzt. In den zwei unteren Schotten der Staumauer wurden zwei Francis-Turbinen mit einer Leistung von jeweils rund 5500 Kilowatt installiert. Auf dem unterhalb der Staumauer gelegenen Flussabschnitt verteilen sich auf einer Länge von viereinhalb Kilometern drei Wehre sowie ein Kompensationswehr. In diesen befinden sich insgesamt sieben Kaplan-Turbinen mit einer Gesamtleistung von 1850 Kilowatt.
Betreiberin der Anlage ist die Aktiengesellschaft SOLER, die jeweils zur Hälfte im Eigentum des Energieversorgers Enovos sowie des Kraftwerksunternehmens Société Électrique de l'Our steht, und die auch für die Wasserkraftwerke in Ettelbrück und Rosport verantwortlich zeichnet.